# Birgit Peter (Handballspielerin)
Birgit Peter (* 21. Januar 1969 in Rostock; geborene Birgit Wagner) ist eine ehemalige deutsche Handballspielerin.

## Vereinskarriere
Birgit Peter begann das Handballspielen beim SC Empor Rostock, mit sie 1989 DDR-Meisterin wurde. Im Jahr 1990 schloss sie sich dem Bundesligisten TV Lützellinden an. Mit Lützellinden gewann die auf Rechtsaußen spielende, 1,72 Meter große Rechtshänderin 1991 den Europapokal der Landesmeister, 1992 den DHB-Pokal und 1993 die deutsche Meisterschaft, sowie den Europapokal der Pokalsieger. Im Jahr 1994 wechselte sie zum Liga-Rivalen TuS Walle Bremen. Mit Walle errang Peter 1995 und 1996 die Meisterschaft sowie 1995 den DHB-Pokal.
Als sie im Jahr 1998 schwanger wurde, beendete sie ihre Laufbahn als Handballspielerin. Später lief Peter noch gelegentlich für Werder Bremen auf.

## Nationalmannschaft
Peter gehörte zum Kader der deutschen Nationalmannschaft. Mit dem Nationalteam gewann sie die Weltmeisterschaft 1993. Außerdem nahm sie an den Olympischen Spielen 1992 teil.

## Privates
Sie machte ihr Abitur an der Kinder- und Jugendsportschule in Rostock und studierte zwei Jahre an der Rostocker Wilhelm-Pieck-Universität. Nach 1990 ließ sie sich zur Bankkauffrau ausbilden.